# 무사시란잔역
무사시란잔역(일본어: 武蔵嵐山駅, むさしらんざんえき)은 일본 사이타마현 히키군 란잔정에 있는 도부 철도 도조 본선 역이다. 역 번호는 TJ 32이다.

## 역사
- 1923년 11월 5일: 영업 개시.
- 2002년 3월 26일: 복선 구간이 신린코엔 역에서 무사시란잔 역까지 연장되면서 이전에는 신린코엔 출발이었던 아침 출근 급행과 준급, 일부 급행이 당역 시,종착이 됨과 동시에 교상 역사의 공용 개시, 복선 부분의 일부를 이용한 인상선 사용 개시.
- 2005년
  - 3월 16일: 50000계 전동차가 영업 운전을 시작하고, 처음이자 마지막의 당역 시,종착 열차에 충당됨.
  - 3월 17일: 입환선을 포함하여 하행 방향 3km앞으로의 란잔 신호장까지 복선화. 당역 시,종착 열차는 오가와마치 역(일부 신린코엔 역) 발착으로 변경됨.
- 2010년 1월 20일: 발차 멜로디 도입, 초전 차량부터 사용 개시.

## 역 구조
섬식 승강장 1면 2선의 지상역에서 교상 역사를 갖는다. 서구와 동구, 개찰 층을 각각 연결하는 엘리베이터가 설치되어 있다.
예전에는 상대식 승강장 2면 2선이어서, 서쪽 출입구 측에 구 1번 선 플랫폼이 잔존하여 있다.

### 승강장
| 번호 | 노선    | 방향 | 행선 |
| ---- | ------- | ---- | --- |
| 1    | 도조 선 | 하행 | 오가와마치・요리이 방면 |
| 2    | 도조 선 | 상행 | 사카도・가와고에・와코시・이케부쿠로 방면 유라쿠초 선 신키바・ 도쿄 지하철 후쿠토신 선 시부야・ 도큐 도요코 선 요코하마・ 미나토미라이 선 모토마치·주카가이 방면 |

- 플랫폼 상에서는 위와 같이 안내되고 있지만 1번 선에서는 요리이 역까지 직통하는 열차는 설정되지 않았고, 도부 다케자와 역으로의 요리이 방면은 1개 옆의 오가와마치 역에서 환승이 필요하다.

## 역 주변
역 주변은 도부 철도가 분양 주택지 "후란사"를 중심으로 택지 조성이 잇따르고 있다. 그것에 맞추어 점포 등도 점차 증가하고 있다.

### 니시구치
니시구치는 역 개설 당시부터 출입구로 역전은 좁지만 2000년대 들어 구역사 뒤에 로터리가 설치되었다. 주변은 가와고에 가도의 스가야 숙소 시절부터 시가지에 위치하고 상가가 있다. 조금 떨어진 곳에 국도 제254호선 우회로변에는 로드 사이드의 점포가 다수 진출하고 있다.
- 란잔 정 사무소 스가야 출장소(구, 란잔 정 사무소)
- 사이타마 리소나 은행 란잔 출장소
- 란잔 우체국
- 국립 여성 교육 회관
- 스가야관(성) 터(국가 지정 사적)
  - 사이타마 현립 란잔 사적 박물관
- 야스오카 마사히로 기념관
- 란잔 계곡

### 히가시구치
- 란잔 정 사무소
- 지식의 숲 란잔 정립 도서관
- 란잔 시가 우체국
- 스기야마 성

## 사진

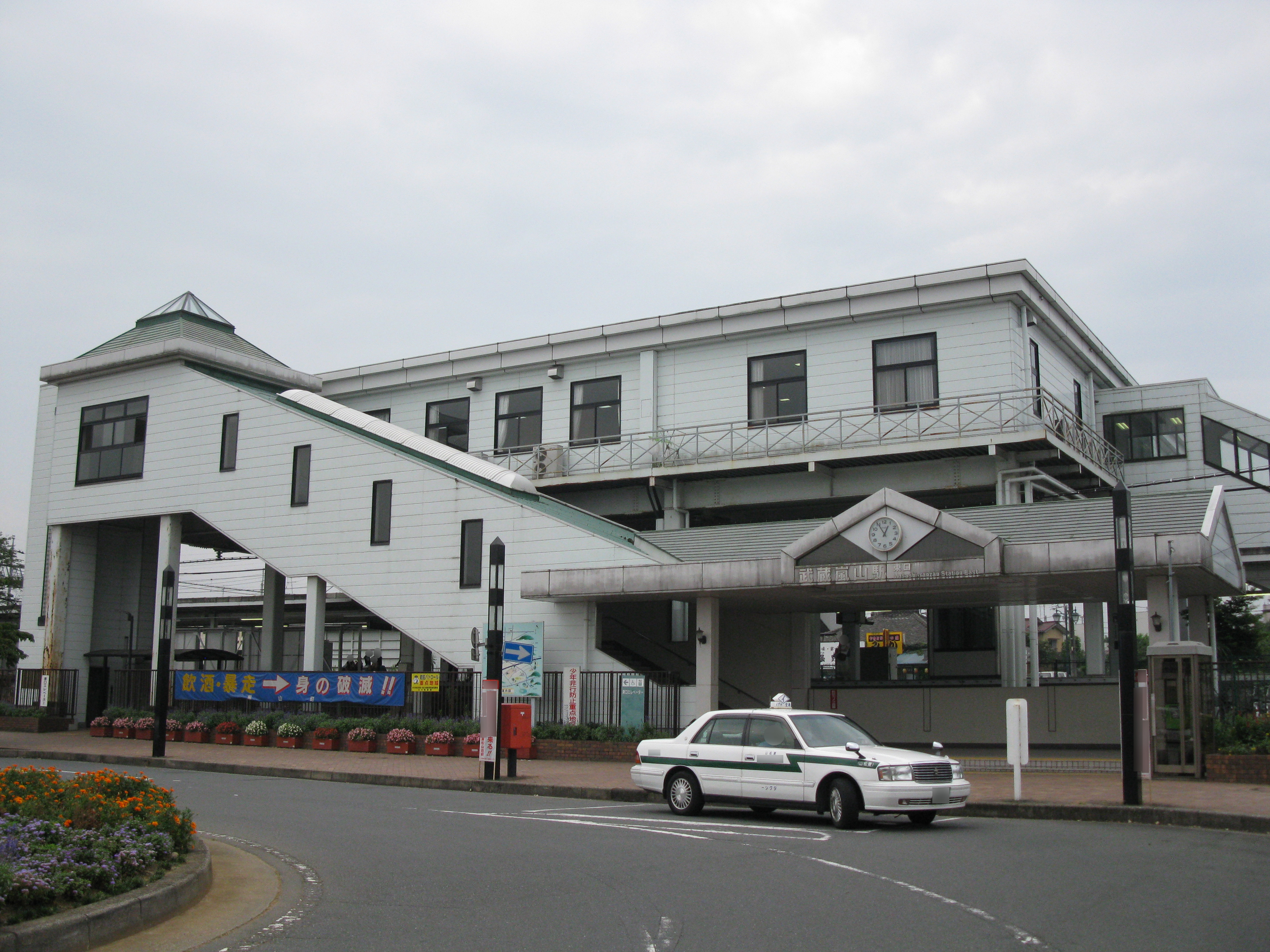
동쪽 출입구

## 인접역
| 도부 철도 도조 본선            | 도부 철도 도조 본선                                | 도부 철도 도조 본선          |
| ------------------------------ | -------------------------------------------------- | ---------------------------- |
| TJ 31 쓰키노와 이케부쿠로 방면 | ■ TJ 라이너 ■ 쾌속급행 ■ 쾌속 ■ 급행 ■ 준급 □ 보통 | 오가와마치 TJ 33 요리이 방면 |